# Inharmonicitás
A zenei inharmonicitás egy hang hangszínképének (hangspektrumának) harmonikustól való eltérésére utal. Az inharmonikus spektrum vonalai ennek megfelelően nem egyenközűek, azaz a felhangok frekvenciái nem pontosan az alaphang egész számú többszöröseire esnek.
Egyes hangszerek modelljéül szolgáló ideális rezgő közegek (pl. ideális rezgő húr, ideális rezgő levegőoszlop) hangspektruma harmonikus, viszont a valódi hangszerek általában több-kevesebb inharmonicitást mutatnak. Közel harmonikus a spektrális jellege lehet például egy anharmonikus oszcillátornak. 
Ha a hangszínkép egészen gyenge az eltérést mutat a harmonikustól (pl. zongoránál és gitárnál), akkor azt sok hallgató közel harmonikusnak érzékeli, az inharmonicitás pedig a hang érdességét befolyásolja. Más esetekben a hangszínképben a részhangok elszórtan, nem a harmonikusnak megfelelő frekvenciák közelében találhatók, ekkor egy zenei hang megszólaltatásakor bizonyos esetekben több elkülönülő hang érzete egyszerre lép fel (ilyenek például a fa vagy fém hanglappal rendelkező ütőhangszerek). Extrém esetben, ha az inharmonikus hangszínképben az összetevők sűrűn helyezkednek el, 

## Jellemzése
Ha egy hangkeltő rezgő közeg harmonikus oszcillátorként viselkedik, akkor az általa keltett hang spektruma (hangszínképe) vonalas, az összetevők pedig az alaphang frekvenciájának egész számú többszöröseinél helyezkednek el. Valós hangszereknél azonban mindig fellépnek olyan tényezők, amelyek a rezgő rendszer viselkedését úgy befolyásolják, hogy az ne ideális harmonikus rezgést végezzen.
Néhány lehetséges példa ilyen hatásra:
- Az ideális rezgő húr hullámegyenlete harmonikus spektrumú. Ha azonban figyelembe vesszük a valós húr merevségét, az már inharmonikus spektrumot eredményez.
- A gerjesztés módja is hatással lehet arra, hogy a hangkeltő közeg harmonikus hangot ad-e ki. Vonóval megszólaltatott húrok esetén az alapvetően némileg inharmonikus viselkedésű húr is közel harmonikus hangot adhat ki a vonó és a húr közötti móduscsatolás miatt. Ugyanilyen húr ujjal pendítve, vagy kalapáccsal ütve viszont inharmonikusabb hatást kelt, hiszen ez esetben az inharmonikus húr sajátrezgései gerjednek.

## Hangszerek inharmonicitása

### Harmonikus

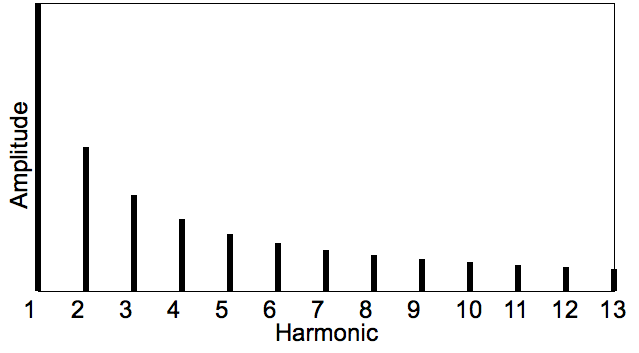
Harmonikus zenei hang hangszínképe, amelyben a részhangok egyenközűen oszlanak el

Egyes hangszerek hangspektruma közel esik a harmonikushoz. Ennek egyik oka lehet az, hogy a hangszer konstrukciója révén a harmonicitást megbontó jellegek nem dominálnak, például a rezgő húr feszességétől függ, hogy az mennyire inharmonikus hangot ad. Azonban még nem tökéletesen harmonikus oszcillálást végző közegek is képesek harmonikus hangkeltésre, ha a gerjesztés spektruma kikényszeríti azt a móduscsatolás révén. Ez lényegében azt jelenti, hogy a gerjesztéssel nem a közeg sajátrezgéseit gerjesztik, hanem a gerjesztés maga határozza meg, hogy a rezgő közeg mely frekvenciákon rezonál. Vonósok esetén a húr nagy feszültsége, illetve a vonóval történő gerjesztés együtt eredményeznek harmonikus zenei hangot.
Példák harmonikus hangszínképű hangszerre: vonós hangszerek (pl. hegedű, brácsa, cselló), rézfúvósok (pl. trombita, kürt, harsona) illetve fafúvósok (pl. oboa, klarinét). 

### Közel harmonikus
Más hangszerek esetén az alapvetően harmonikus spektrumú rezgő közeg (amelynek a felhangjai közel esnek az alaphang egész többszöröseihez) viselkedését további tényezők befolyásolják. Ha a rezgő közeg bizonyos zavaró tényezők (perturbációk) hatására nem teljesen harmonikus oszcillálást végez, a jelenséget a fizikában anharmonikusnak nevezik. Az anharmonikus oszcillátorként leírható hangkeltő rendszerek hangspektruma zenei értelemben gyakran inharmonikus jellegű. A gitárhúrok elvont modellje például harmonikus hullámegyenlettel írható le, azonban a valós húrok jellemzőit figyelembe véve a hangszínkép némileg módosul. Ha a gitárhúr feszültsége kisebb, anyagmerevsége nagyobb, vagy vastagsága nagyobb, akkor a keltett hang inharmonicitása jelentősebb.
Mivel a legtöbb hangszer közel harmonikus, de nem tökéletesen harmonikus hangszínképű, a kívánt hangzás eléréséhez nem elég a hangszer alaphangjainak egymáshoz képesti skálába hangzása, hiszen egy hang felhangjai disszonánsan hathatnának más hangokkal a hangszeren. A probléma gyakran csak kompromisszumok árán hidalható át, amelyre különböző hangszerek esetén más-más módszereket alkalmaznak. Zongorák esetén például a harmonikushoz képest némileg nyílt (magasabb rekvenciák felé eltolódó) hangszínkép elfedésére bizonyos húrokat úgy hangolnak, hogy a hangok által lefedett oktáv is kicsivel nagyobb, mint 1:2 frekvenciaaránynak feleljen meg.
Példák közel harmonikus hangszínképű hangszerre: pengetős hangszerek (pl. gitár, csembaló, hárfa), kalapáccsal megszólaltatott húros gangszerek (pl. zongora).

### Elszórt spektrumú

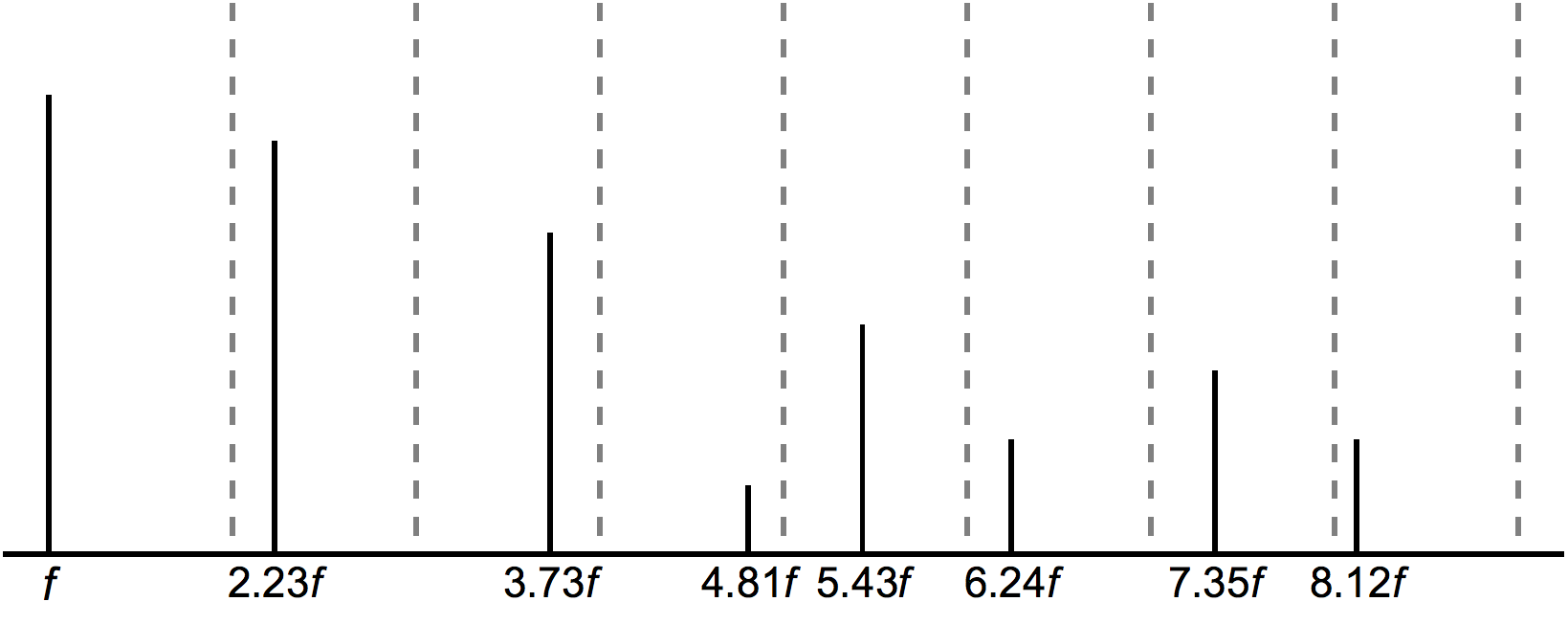
Harang elszórt jellegű hangszínképe

Ha a hangkeltő közeg közel sem harmonikus oszcillátorként viselkedik, akkor a hangszínképben nem egyenközű felhangkép látható. Ennek egy lehetséges oka, hogy a rezgő rendszernek nem egy rezgési alapmódusa és annak felhangjai vannak jelen, hanem a rendszer egyszerre többféle rezgést is képes végezni a különböző rezgési szabadsági fokok mentén. 
Például a hangolt ütős hangszerek (pl. xilofon) hanglapjai a tér három irányában képesek meghajlani, és mindhárom mozgásjellegnek saját felhangsora van a közös hangszínképben (bár a hangzásban csak némely hangnak van tényleges szerepe). A hanglapok geometriájának megválasztásával ezen független mozgások által keltett hangfrekvenciák zeneileg megfelelő viszonyba állíthatók egymással, így az összetett hang konszonáns lesz. 
Példák közel harmonikus hangszínképű hangszerre: hangolt ütős hangszerek (pl. marimba, xilofon, harangjáték, vibrafon).

### Zajszerű
Ha a hangkeltő közeg hangszínképének összetevői sűrűn helyezkednek el, zeneileg rendezetlenek, akkor a hangot zajszerűnek nevezik. Az ilyen hangszerek megszólaltatása jellemzően széles spektrumú gerjesztéssel (pl. dobverővel megütve) történik, amely a hangkeltő közeg legtöbb spektrális összetevőjét gerjeszteni képes. A zajszerű hangok a harmonikustól távol esnek, inharmonicitásuk extrém mértékű.
Példák zajszerű hangszínképű hangszerre: ütőhangszerek (pl. dob, cintányér).